# هایپرمنیسترا

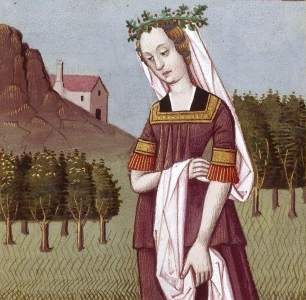
تمثال هایپرمنیسترا، کتابخانه ملی فرانسه

هایپرمنیسترا، در اساطیر یونانی، دختر دانائوس است. دانائوس، برادر دوقلوی ایژیپتوس و هر دو پسران بلوس بودند.
دانائوس پنجاه دختر داشت که به دِنِیدها معروف بودند. ایژیپتوس نیز صاحب پنجاه پسر بود که خواستار ازدواج آنها با برادرزادگانش شد. دانائوس رغبتی به ازدواج دخترانش با پسران ایژیپتوس نداشت؛ بنابراین همراه آنها به آرگوس گریخت. او تنها زمانی که برادرش به همراه پنجاه پسر خود برای محافظت از آرگوس به آنجا رفته بود، به این ازدواج رضایت داد. با این وجود، به دختران خود دستور داد تا شوهرانشان را در اوّلین شب ازدواج بکشند. تمامی دختران او چنین کردند، به جز هایپرمنیسترا که شوهر خود، لینسئوس، را به این دلیل که خواسته‌اش مبنی بر باکره ماندن را محترم شمرده بود، نکشت. دانائوس از بی اعتنایی دخترش به دستور خود، خشمگین شد و او را به محکمهٔ آرگوس کشاند. امّا آفرودیته، او را نجات داد. لینسئوس، عموی خود را به انتقام قتل برادرانش کشت و به همراه هایپرمنیسترا سلسلهٔ دِنِید را در آرگوس بنیان نهاد.
چهل و نه دختر دانائوس به حمل ابدی آب در ظرفی سوراخ‌دار محکوم شدند. با این وجود، هایپرمنیسترا به الوسیون رفت.